# 蟲と眼球シリーズ
『蟲と眼球』（むしとめだま）は、日日日による日本のライトノベルシリーズ。イラストは三月まうすが担当。MF文庫J（メディアファクトリー）にて2005年6月から2007年5月まで刊行された。第1回MF文庫Jライトノベル新人賞にて編集長特別賞を受賞。
メディアミックスとして、第1作『蟲と眼球とテディベア』が「月刊コミックアライブ」にて浅見百合子によりコミカライズされた。また、メディアファクトリーより（漫画版の）ドラマCDが発売されている。テーマソングは江崎とし子が歌っている。

## ストーリー
ごく普通の女子高生・宇佐川鈴音は、恋人である賢木愚龍とともに幸せな日々を過ごしていた。だが、賢木は自分の誕生日の夜、鈴音は「眼球抉子」（以下：グリコ）という名の少女に眼球を抉られ殺されたにもかかわらず、ほどなくして復活する様子を目の当たりにする。驚く賢木と呆然とする鈴音に、眼球抉子は「エデンの林檎」の存在を告げる。
「蟲」を殺す事を使命としているグリコは、「エデンの林檎」の保有者である鈴音の抹殺に失敗するものの、彼女と交流を深める。

## 登場人物
声優は前述のドラマCDのものである。

### 主な登場人物
眼球抉子（がんきゅう えぐりこ）
声 - 能登麻美子
「毒林檎」。通称・一人称はグリコ。千年以上生きている少女。「蟲」を殺す事を使命としている。武器はスプーン。「林檎」の保有者となった鈴音を殺そうとするが失敗。その後彼女と友情関係を育んでいき、鈴音の優しさに救われる事となる。
芥川白雪の構築した世界で「毒林檎」の役割を担っていたが、最終戦争後に鈴音の機転でその役割から開放される。再構築後は、19歳の浪人生・偽原栗子（いつわら くりこ）として生きている（「偽原」という苗字は、かつての両親役であり、再構築後の実の両親である偽原夫妻のもの）。その時の1人称は「あたし」。高校時代のクラスメイト越前海月（えちぜん くらげ）と同じ予備校に通う。
鈴音の部屋にあったファミコンにはまり、それ以来ゲーム好きである。
『このライトノベルがすごい！』男性キャラクター部門では2006年版で10位を獲得している。
宇佐川鈴音（うさがわ りんね）
声 - 小清水亜美
「神様」。私立観音逆咲高等学校に通う女子高生。のんびりとした性格。自殺しようとした所を助けられたのをきっかけに、賢木と恋人関係になる。その際死の淵を彷徨い、「林檎」を手に入れる事になる。1人称は「あたし」。
芥川白雪（あくたがわ しらゆき）
本作の世界を構築した「神様」である。現実世界でいじめと虐待にあい、毒を飲んで死のうとした結果、本作の世界を創りあげ自身もそこで生きる事となった。最終戦争後、現実世界に帰った後は、高校の教師兼小説家となる。1人称は「私」。
賢木愚龍（さかき ぐりゅう）
声 - 川田紳司
「王子様」。私立観音逆咲高等学校の教員。名高い賢木財閥の跡取りであり、非の打ち所の無い超人。鈴音に強い愛情を注いでおり、彼女を「閣下」と呼んでいる。1人称は「私」。
グリコとは喧嘩ばかりしているが、お互い信頼しあっている。「ヘビ」に撃たれた後、グリコから「林檎」を与えられる。再構築後の世界に鈴音が戻ってきたときは喜ぶも、鈴音が煙草をすうようになっていたことにショックを受け落ち込む。

### 七人の蟲人
殺原美名（さいばら みな）
「殺菌消毒」。神の消化器官および迷走。スプレーを用いて「消滅霧（ジェノサイドジャスティス）」と「固定霧（ジャックジュエル）」を繰り出す。さらに「消滅霧」「固定霧」の二つの能力を体内で融合させることによって、自身の体を霧と化させ相手に接触して倒す「終末（ジャッジメント）」という奥の手を持つ。「殺菌消毒」としての能力とは別に、「欠片」の力で死体を生ける屍「肉人形」とする技術も持つ。大食い魔人フェンリル狼からはこの世界の最強の存在とみなされている。
生前は看護婦だったが、人間嫌いの潔癖症であり、引きこもりの末餓死、その後「大きな欠片」の力で生き返ることになる。冷めた性格だが、根はまじめ。妹・蜜姫のことを可愛く思っている。お酒が大好きで、プライベートでは生活能力が皆無。
「手長鬼」事件と同時期に鈴音らの「林檎」を狙い暗躍するもグリコに敗れる。そして、「永遠研究所」の一件以降、彼女らと共同戦線を張ることになった。最終戦争では妹の仇である「最弱」を追い詰めるが力尽き消滅してしまう。
再構築された後は、看護婦として務めながら殺菌消毒の役目もこなしている。1人称は「私」。
殺原蜜姫（さいばら みつき）
「不快逆流」。神の排泄器官。殺原美名の妹。林檎で感情を捻じ曲げられ二重人格になった。人間の負の感情を吸収して相手に返す、因果応報の能力を持つ。
普段は無邪気な性格でその間は天使の顔を持つが、憎しみや嫉妬などの負の感情に支配された時は堕天使の顔となる。堕天使時はかつて神話上におけるソドムとゴモラを破壊したといわれる硫黄と火の化合物を腹部の口から吐き出す。
甘いものが大好きで、殺人的甘さのチョコレートパフェが大好物。殺原美名が「大きな欠片」を手に入れた際、それに巻き込まれて同じくそれを手に入れた。最終戦争時には「最弱」ムーン・レインボウに隙をつかれ心臓を潰され死亡。
再構築後も観音逆咲高校に通っている。再構築前に、自分の腕を食べさせる事で命を救った黒木竜ゑとは友達関係が続いており、「姫さま」と呼ばれている。
1人称は「ボク」で、しばしば語尾に「★」や「♪」がつく。姉の美名には姫と呼ばれ、酔いつぶれた美名を甲斐甲斐しく介護することもある。
ムーン・レインボウ
「最弱（アルティメットシールド）」。神の皮膚、および骨肉。肉体変化・肉体改造の能力を持つ。「悪魔」の役割。スラム街で育ちジョーカーとは幼い頃の友達だった。
「最強の盾」になることを目論む。籍口 無法（ぜきぐち なしのり）という姿で主に登場。かつては有名な奇術師だったが、その座から転落。その際の深い絶望により「大きな欠片」を手に入れる事になる。とはいえ、最弱の力を完全に支配下に置き、欠片寄生後も性格もほとんど変わっていないのが見受けられる。1人称は「あたし」だが、籍口の姿をとっているときは「俺」で男口調になる。籍口の姿ではやや軽薄な口調だが、ムーンとしての人格は極めて上昇志向と自尊心が強い。永遠研究所での研究結果などを通じてこの世界の正体を見抜き、鈴音に成り代わって神様になり、「毒林檎」であるグリコを殺す事でこの世界を維持することを目論む。兵隊の中でも、梅に対しては少なからず情があったようだが、最終的には彼女を殺害することになる。最終戦争時には「涙歌」と「不快逆流」を殺害する。さらに「殺菌消毒」とも対決し勝利を確信するも殺菌消毒の奥の手「終末」を知らなかった為に敗北。首だけの状態になり、逃げる最中嘆木狂清に見つかり拳銃で残りの頭部を撃ち抜かれ死亡。
再構築後は、ダメージヘアに協力。時雨から助けた梅に知恵の輪を渡す。再構築前と違い、優しく子供好きになっている。
賢木ジョーカー
「涙歌（メロディアノイズ）」。神の感覚器官。空間操作の能力を持つ。臆病者で泣き虫。滅多に他人の前に姿を現さない。愚龍と竜ゑの実母。スラム街（厳密にはジョーカーの父の教会）で賢木願鳳と出会い、そのまま彼に日本に連れてこられた。ムーン・レインボウとは幼い頃友達だった。1人称は「わたし」。最終戦争では抉子に瀕死にされるも生きようとしていたところ、「最弱」ムーン・レインボウに全身を貫かれ死亡。
再構築後は、愚龍と竜ゑの母親として生活している。主に願鳳に対して毒舌なツッコミ役になっている。眼球抉子こと偽原栗子たちと共にダメージヘアと戦った。
肉山カヂリ（にくやま カヂリ）
「一人部屋」と呼ばれる少年で、この呼称の命名者は同居人のブレイクサン・ヘンゼルマインである神の創造器官および脳髄。赤い髪の少年。自らの血を消費して存在や事象を根底から書き換える「天地創造」の力を持つ。その力を恐れた「最弱」、何代か前の「破局」と「涙歌」に、他の場所から因果を切り離された森の奥に隔離されていた。その能力を自分のために使う事を禁じるために「大きな欠片」を手に入れた時に徹底的に自分という物をつぶされたため自らの過去を忘れている。人見知りが激しい。最終戦争時には自らの能力の使いすぎにより死亡。
再構築後、再びブレイクサン・ヘンゼルマインに森の奥から助けられ、「ポイズン谷」で同居することとなる。「ちび」と呼ばれるのが世界で一番大嫌いらしい。1人称は「俺」。
ブレイクサン・ヘンゼルマイン（breaksun=hanselmine）
「破局（ポイズン）」。神の伝達器官。因果腐敗・因果歪曲の能力を持つ一方、「天然ステルス機能」を自称するほど、因果腐敗を無自覚で行っているので他人と関わわることができない。鈴音の隣人で、「一人部屋」と同居している。「魔女王国（キャンディーキングダム）」という芸名で芸能活動をしている。
最終戦争時には心臓を奪われて死亡し、「一人部屋」の能力で復活するも、その際に「破局」の能力を失う。
再構築後、「ポイズン谷」で肉山カヂリや、自分の弟や妹と同居している。再構築の際取り戻した「破局」の能力をギターと歌でコントロールする術を習得し、芸能活動をしている。運転技術は最悪だが、欠片の力で奇跡的に生還できる。1人称は「あたし」。
ダメージヘア
「神蟲天皇」。神の体液。終末の獣。自分の分身、666人の「蟲」を自身の端末とし、欠片や情報を集めさせている。能力は永久循環、無限増殖。自身を無限に増殖しさせ、たとえ殺されても増殖した内の一人でも生きていればそこからまた増殖していくため、七人の蟲人の中で最も不死性に長けている。1人称は「妾（わらわ）」、語尾は「也（なり）」。
再構築後に喋る槍、大食い魔神フェンリル狼を拾う。世界に終末を告げる神蟲天皇の役割を無視し、自殺しようとした神に激怒し、ムーン・レインボウと共に半自殺願望的に神に成り代わろうとしたが失敗、栗子により改心（？）させられ放浪の旅に出る。相手の脳を食う（吸う事も多いが）事で遺伝子をコピー出来、遺伝子（本人曰く、人体の設計図）をいじる事で手を増やしたり、皮膚の硬度を変えたりなどが可能な、「戦闘仏式」と云う技がある。間が独特。脳みそが少々ユルいようで、話す事がズレている。自分の使う技に自分なりの名前をつける癖があり、殺原美名曰く、小さな欠片を「林檎」と呼び始めたのも彼女であるとのこと。

### 賢木財閥関係者
賢木願鳳（さかき がんほう）
賢木財閥の現当主で、愚龍・竜ゑの父親。奇矯な言動・行動が目立つ。不死に強く憧れ、永遠研究所を設立する。永遠研究所で不快逆流を解剖し研究しようとするも失敗。「不快逆流」の暴走から逃れようとしていると際に最弱に見つかり体をミリ単位で貫かれ殺される。
再構築後は、ジョーカーと暮らしている。
黒木竜ゑ（くろき たつえ）
賢木財閥の分家・黒木家の長女。愚龍の義妹（とされているが、実際は実妹）。
大きな欠片の能力は遺伝するため、母・賢木ジョーカーこと＜涙歌＞の能力、空間操作や空間把握を不完全ながら使用する事が出来る。空間打撃の未完成版は本人によって「竜の吐息（ドラゴンブレス）」と名づけられる。その特殊能力の弊害として後一月というところまで寿命が縮まっていたが、その後殺原姉妹と協力関係になり、エネルギーの塊である殺原蜜姫の腕を食べさせられて助かった。貴御門御貴の姿をとった「ヘビ」に恋をした。
最終戦争後も、観音逆咲高校に通う。本物の貴御門御貴と、「ヘビ」の貴御門御貴との間で、三角関係のような状態になっている。
貴御門御貴（たかみかど みたか）
黒木家の使用人で、竜ゑの幼馴染のオタク青年。べろ包丁に殺された時に「ヘビ」が成り代わった。
最終戦争後、貴御門御貴本人が再構築され、「ヘビ」との間で竜ゑを巡り争う関係となった。
偽原火乃・樹夫（いつわら ひの・きお）
願鳳が息子である愚龍の恋人の友人・眼球抉子に常識及び一般的社会倫理観を学ばせるために送った夫婦。基本的にやたらとテンションが高い。
グリコが子供になった日の夜に殺原美名に殺され、グリコを殺す目的で肉人形にされる。しかしその後グリコへの愛情が芽生えた為彼女を殺す事が出来ず、火乃は殺原美名の消滅霧で、樹夫はグリコに林檎を渡して死んだ。
再構築後は、遺伝子・戸籍上ともに栗子と本当の親子になった。栗子が髪を切るだけで要らぬ心配をするほど過保護な一面もある。

### 最弱の兵隊
相沢梅（あいざわ うめ）
「手長鬼」。両腕のない小学生。べろ包丁こと「時雨紅丸」に家族を殺され、自身も両腕を切断される。その際に籍口無法により肉体改造を施され、「手長鬼」と名乗り殺人を繰りかえした。籍口を「ゼキくん」と呼び慕っていた。見えない腕（正確には林檎の力を活用した念力）を使い攻撃を仕掛ける。殺菌消毒と戦った後、林檎の力が残り少なくなり能力を使えなくなって嘆木狂清に保護され同居している。彼と心を通わせるも籍口無法によって殺害される。
最終戦争後、再構築される。時雨紅丸に襲われそうになった所を「最弱」ことムーンに助けられ、彼女を魔法使いと慕い、知恵の輪を貰う。「時雨紅丸」の強盗事件が無いため、両腕は失っておらず、その精神も一人の少女・相沢梅としてのものである。
べろ包丁
元は「時雨紅丸」という人間だったが、「最弱」によって化け物にされた後、相沢梅の両親を殺害、さらに梅の両腕を奪う。永遠研究所において眼球抉子と手長鬼のコンビに殺される。
再構築後は人間に戻る。相沢梅に変態的な行為をしようとした所を、「最弱」に頬を切り裂かれてやめさせられた。
無雲雨（なぐも あめ）
私立観音逆咲高校に通う女子高生。「最弱」に改造され手から溶解液を噴出できる体となる。また、「最弱」にその姿を借りられていたこともままある。
最終戦争後に再構築され、同じ「インディアンバー」常連の克美に一方的に好かれている。
水無月夏子（みなずき なつこ）
観音逆咲町の商店街にある喫茶店「インディアンバー」の店長。「最弱」に改造され、巨大な甲虫に変身する。
最終戦争後に再構築された後も引き続き、「インディアンバー」の店長をしている。

### その他の登場人物
ヘビ
声：小林ゆう
人類に原罪を犯させたといわれる「ヘビ」の末裔。先祖の望みである、林檎を手に入れ永遠の命を得る事を目標にしてきたが、鈴音から林檎を奪おうとして眼球抉子に敗れる。その後はべろ包丁に殺された貴御門御貴に成り代わり、黒木竜ゑや殺原姉妹と行動を共にするうちに人間らしさを得る。その後、竜ゑとは相思相愛になった。
再構築後は、同じ顔が二つあるとややこしいという事で、当初の「ヘビ」の姿に戻っている（栗子曰く「旧バージョン」）。
嘆木狂清（なげき くるきよ）
憂鬱刑事。鈴音・グリコ・殺原姉妹・カヂリ・ブレイクサンが住むアパートの大家。恋人を夢界獣に殺されて以来、化け物を憎むようになり、「人ならざるもの」を追っている。
最終戦争前は梅を保護する形で同居している。彼女に首輪を嵌めたり一緒にお風呂に入ったりの変態行為を繰りかえす。
伝説の歌手「魔女王国（キャンディーキングダム）」ことブレイクサンのファンで、ちゃっかりサインをもらっていたりする。洞察力が鋭く声を変え且つ姿を見せていない「涙歌」の本当の姿を看破した。
最終戦争の際に、梅の仇であり、殺原美名の「終末」で頭部だけになった「最弱」ことムーン・レインボウを殺害。
再構築後は、蘇った恋人・羽芽と共に暮らしている。
春原羽芽（はるはら うめ）
嘆木狂清の恋人で、かつて夢界獣に踏み潰され殺害される。足が不自由。
再構築後の世界では殺される事無く、嘆木狂清と幸せに暮らしている。
77人の妹と66人の弟
ブレイクサン・ヘンゼルマインの異母兄弟。55人の母と一人の父（先代の破局）の間に生まれた。賢木ジョーカーが林檎の貯蔵庫「ラヴソング」として利用、後に彼女の身体に埋めこまれエネルギーを生みだす源にされる。
再構築後は、「破局」の能力で迷路のような状態になっている「ポイズン谷」という施設で、ブレイクサン・肉山カヂリと共に生活している。まだ分別がついていない子供は「破局」の制御が出来ず、偽原栗子曰く「ポイズン谷の最大の怪奇現象」の元となっている。
大食い魔神フェンリル狼
「毒林檎」。言葉を解す金色の槍。最終戦争後、眼球抉子の「毒林檎」の役割を移され潰された蝶の、毒林檎の役割がなおしぶとく生きのこって集合したもの。
芥川白雪が飲んだ毒の残留物。再構築以前を事細かに知る。刃に触れたものを存在ごと抉る力を持つ。ダメージヘアに所有され、共に放浪の旅に出た。栗子を「成れの果て」と呼ぶ。
加藤克美（かとう かつみ）
鈴音と同じ学校に通う、鈴音の友人。賢木愚龍に会う以前の鈴音の心の拠り所だったが、いつの頃からか鈴音に近付かないようになった。それを後悔し鈴音に謝罪、鈴音が許した事で再び友達に戻ったが、その後すぐに手長鬼に殺害される。
再構築後はインディアンバーの常連になる。
夢界獣（むかいじゅう）
声：門脇舞以
」が愚龍に渡した卵から孵った化け物で、鈴音とグリコの夢を吸って本来よりも強大な化け物となる。賢木財閥が用意した爆弾によって音もなく殺されたと言われていたが、本当は「涙歌」の空間攻撃により倒されていた。
再構築後は、少女の姿で栗子の前に現れて警告をしていく。むぅちゃんと呼ばないと拗ねる。
くだん・きりぎりす
林檎を所持し、グリコに色々と教えた「二人の旅人」。
眼球抉子の記憶と肉山カヂリの記憶にのみ登場する。三つ目の尼と緑の服装の男。お互いに大切に思っていた節がある。
再構築後はムーン・レインボウの腹話術の人形として登場する。

### 漫画版オリジナルの登場人物
漫画版オリジナルの登場人物以外にも、小説版と大きく異なる人物がいくつかいる。（相沢梅は漫画では幼稚園児の身体だが、警察官である 等）
レギオン・バンダナ
ヘビが愚龍にけしかけた化物。グリコによって倒された。
越前海月（えちぜん くらげ）
グリコと鈴音のクラスメイト。大食いで、料理が得意。
小説にも逆輸入されて登場。再構築後の世界では栗子とは予備校も同じになり、仲良く付き合っている。ゲーマーだが、反射神経等が必要なゲームは栗子に劣る。
瞼寺静（まびでら しずる）
観音逆咲高校の男子生徒。二年生で、グリコ・鈴音の一年先輩にあたる。
初恋の相手は、幼い頃蟲に襲われたところを助けてくれた少女であり、その少女と瓜二つなグリコ（同一人物だが、恐らく彼はそれに気付いていない）と一度話をしてみたいと思い手紙を書くが、出せないままでいた。海に溺れそうになった眉月を助けて、自分は逆に海に落ちてしまい、アクエアに襲われて死亡した。
本当は眉月のことが好きだったのだが、生前それを告げることはできなかった。
瞼寺忍（まびでら ）
静の弟。高校生だが兄とは別の高校に通っている。
幼い頃静と一緒に蟲に襲われた。初恋の相手も兄と同じ。兄が死んだ後、彼が残したグリコ宛の手紙を見つけて興味を持ち、実際にグリコを見て、初恋の人に瓜二つな彼女に一目惚れをする。アクエアの事件に巻き込まれ、事件を通じてグリコと初恋の人が同一人物であることに気付く。
事件後改めてグリコに告白するが、今の自分ではグリコにはつり合わないと感じて一旦身を引き、将来強い人間になってもう一度告白することを決めた。
眉月スミレ（まゆづき スミレ）
観音逆咲高校二年A組クラス委員長。
瞼寺兄弟の幼馴染みで、密かに想いを寄せていた。静はグリコに恋していると誤解していたため、グリコのことを快く思っていなかった。
静がアクエアに襲われた際、彼女はアクエアに寄生される。事件が終わった後、誤解が解けるとともに、アクエアに利用されたことへの自責と、静を喪った絶望から生きる気力を失いかけるが、グリコに説得されて思いとどまった。
アクエア
動物に寄生し、その行動を操る能力を持つ怪物。普段は海中に棲み、魚に寄生している。
人間に寄生したときは、その人間が誰かに執着する感情を利用し、その相手を殺そうとする性質がある。眉月に寄生した際は、グリコと同じ黒い髪を持った少女を次々と襲っては殺した（その中には加藤克美も含まれている）。グリコを不意打ちで襲い、彼女が林檎の持ち主であると知ると彼女に寄生しようとしたが、返り討ちに遭う。その時は辛くも生き延び、今度は鈴音を襲ったが、彼女は機転を利かせて克美の敵討ちを果たし、アクエアは完全に消滅した。
青山直（あおやま なお）
観音逆咲署の刑事。巡査。嘆木の後輩。
名門学校であるアリアンナ学院の生徒が次々と誘拐される事件が起きたのに伴い、偽名を使って雪小路家に使用人として潜入、ひじりの警護にあたっているうちに彼女を愛するようになる。
雪小路ひじり（ゆきのこうじ ひじり）
アリアンナ学院の生徒。名家・雪小路家の長女で、愚龍の許婚。
潜入調査中の青山と恋に落ち、事件後に告白。同じ身分違いの恋という境遇にある鈴音を「師匠」と呼んで慕うようになる。

## 用語
欠片
遠い昔、神がばらばらに砕け、七つの大きな欠片と無数の小さな欠片に分かれた。その後その無数の欠片をアダムとイヴが食べてしまったため（原罪のこと）、欠片は精神世界に封印され、稀に偶発的に人間が手に入れることができるという状態になった。欠片は人間の魂に根を張り、それを持つ人間に様々な能力を与える。欠片は消えることはないが、他人に譲り渡したり、他人から奪い取ることが可能である。
大きな欠片は、それぞれ神が持つ主たる七つの能力を一つずつ含んでおり、それを手に入れた人間を「七人の蟲人（こびと）」と呼ぶ。
また、大きな欠片はそれぞれ人体の器官も表す。
一人部屋 天地創造。脳髄
殺菌消毒 洪水。神の迷走・やり直し。消化器官
破局（ポイズン） 試練。神の絶対性の維持。伝達器官
不快逆流 天使。祝福と断罪。排泄器官
涙歌（メロディアノイズ） 救世主。預言者。感覚器官
最弱（アルティメットシールド） 悪魔。皮膚・骨
神蟲天皇（じんむてんのう） 終末。体液
また、小さな欠片は「林檎」とも呼ばれ、それを得た人間は不死（厳密には不死ではなく、林檎の受容器官でもある心臓を潰されると死んでしまう）となり、一般の人間よりも強い力や、（長く欠片を保持していれば）グリコのような変身能力を手に入れたりもできるが、これは大きな欠片でも同じである。
なお欠片を人間が手に入れる過程は、臨死体験を通じてであるものが多い。
永遠研究所
賢木願鳳が、ジョーカー（ただし、願鳳の前では正体を隠していたものと思われる）や籍口無法の力を借りつつ運営していた研究所。欠片の力などを研究していたが、殺原蜜姫を研究のために監禁した際、「堕天使」の暴走によって倒壊してしまった。
再構築後も同じ場所に願鳳が運営する研究所が建っているが、「世界研究所」に名前が変わっており、研究内容は主に「世界再構築によって起きた変化」である。
最終戦争
物語の世界は全て芥川白雪が服毒した直後に見た断末魔の夢であるため、白雪がいよいよ死に瀕したことによって、終末の象徴である蟲が化け物の形をとって世界を滅ぼし始めたことを指す。白雪（鈴音）がグリコから「毒林檎」の役割を一匹の蝶に移し、それを殺す事で白雪が蘇生したため戦争は終結し、世界は再構築されることになる（後述）。
再構築
白雪（鈴音）が「毒林檎」となった蝶を殺すとき、「一人部屋」の能力で世界の設定を変更したため、白雪が現実世界に戻ってからも世界は存続したが、白雪が平和な世界を望んでいたこともあり、最終戦争以前の世界とはかなり違う形の世界に変化した。このことを「再構築」と呼ぶ（再構築後の変化については、上の各項目でそれぞれについて詳述）。
再構築前の世界を記憶しているのは、最終戦争を生き延びた者に限られるため、主な登場人物でそれに該当するのはグリコ、愚龍、ブレイクサン、ダメージヘア、嘆木、竜ゑ、ヘビのみである（最終戦争の際、物語の世界に住む人間は、化け物になるか、白雪を少しでも生きながらえさせるためのエネルギーとして鈴音の体に吸収されていったため、この7人を除き最終戦争を生き延びた人間は皆無と思われる）。なお、当然ながら「神様」である鈴音（白雪）はそれを覚えているし、カヂリ、ジョーカー、願鳳など一部の人間は、生き残った面々が事情を説明したためこのことを知ってはいる。また、フェンリル狼は＜毒林檎＞としての記憶を持つため、再構築以前の世界の設定について精通している。
「神と私の一致構造」
芥川白雪が高校一年の夏休みの自由研究で書いた論文。作中でしばしば引用される文章で、物語の設定とも関係がある。

## 既刊一覧

### 小説
- 日日日（著）・三月まうす（イラスト）、メディアファクトリー〈MF文庫J〉、全6巻
  - 『蟲と眼球とテディベア』、2005年6月24日発売[4]、ISBN 4-8401-1273-8
  - 『蟲と眼球と殺菌消毒』、2005年12月22日発売[5]、ISBN 4-8401-1470-6
  - 『蟲と眼球とチョコレートパフェ』、2006年4月25日発売[6]、ISBN 4-8401-1532-X
  - 『蟲と眼球と愛の歌』、2006年8月25日発売[7]、ISBN 4-8401-1593-1
  - 『蟲と眼球と白雪姫』、2006年12月25日発売[8]、ISBN 4-8401-1765-9
  - 『蟲と眼球とダメージヘア』、2007年5月25日発売[9]、ISBN 978-4-8401-1858-3

### 漫画
「月刊コミックアライブ」にて連載。漫画家は浅見百合子。3巻以降は浅見百合子によるオリジナルストーリーが大半になっていると原作者の日日日が6巻あとがきで語ってる。
- 日日日（原作）・三月まうす（キャラクター原案）・浅見百合子（作画） 『蟲と眼球とテディベア』 メディアファクトリー〈MFコミックス アライブシリーズ〉、全6巻
  1. 2006年12月22日発売[10]、ISBN 4-8401-1650-4
  2. 2007年6月23日発売[11]、ISBN 978-4-8401-1921-4
  3. 2008年1月23日発売[12]、ISBN 978-4-8401-1989-4
  4. 2008年5月23日発売[13]、ISBN 978-4-8401-2229-0
  5. 2009年1月23日発売[14]、ISBN 978-4-8401-2515-4
  6. 2009年9月23日発売[15]、ISBN 978-4-8401-2920-6

### ドラマCD
ドラマCD「蟲と眼球とテディベア」 ASIN B000P0I5L6